# Batalla de Mícale
La batalla de Mícale fou una de les dues principals batalles de la Segona guerra mèdica que acabaren amb la invasió de persa de Grècia. La batalla va tenir lloc el 27 d'agost del 479 aC a Mícale, a les terres de Jònia oposades a l'illa de Samos. La batalla acabà amb la destrucció de la major part de les forces perses a Jònia, i també de la seva flota mediterrània.
La batalla es coneix gràcies als escrits d'Heròdot.

## Antecedents
La primavera de 479 aC diverses ciutats de Jònia començaren el procés de revolta contra els seus governants de l'Imperi Persa. Aquesta Revolta Jònica no reixirà, i aviat les ciutats es van veure forçades a demanar ajuda a Grècia, convocant una reunió a l'Atenes a principis de l'estiu a la que se citaren ambaixadors de diferents ciutats jòniques juntament amb Atenes i Esparta. Aquesta reunió no impressionà Mardoni, comandant de les forces perses a Tesàlia, qui envià un comunicat a Atenes exigint que es mantinguessin neutrals. Quan la nota fou refusada, la delegació espartana partí per a preparar la guerra.
Mentrestant, les forces de Mardoni arribaren a Atenes, però els seus ciutadans ja s'havien retirat a la propera Illa de Salamina. Pensant que els atenencs estaven preparats per a rendir-se, Mardoni tornà a enviar les seves condicions, però els atenencs tornaren a refusar-les.
Mentre els espartans es preparaven per a la guerra, reunint una força de 5.000 homes i uns altres 35.000 aliats, arribà una delegació de Samos demananat ajuda. Sortí la flota grega de 110 naus al comandament de Leotíquides, el rei d'Esparta des del port de Delos.

## Batalla

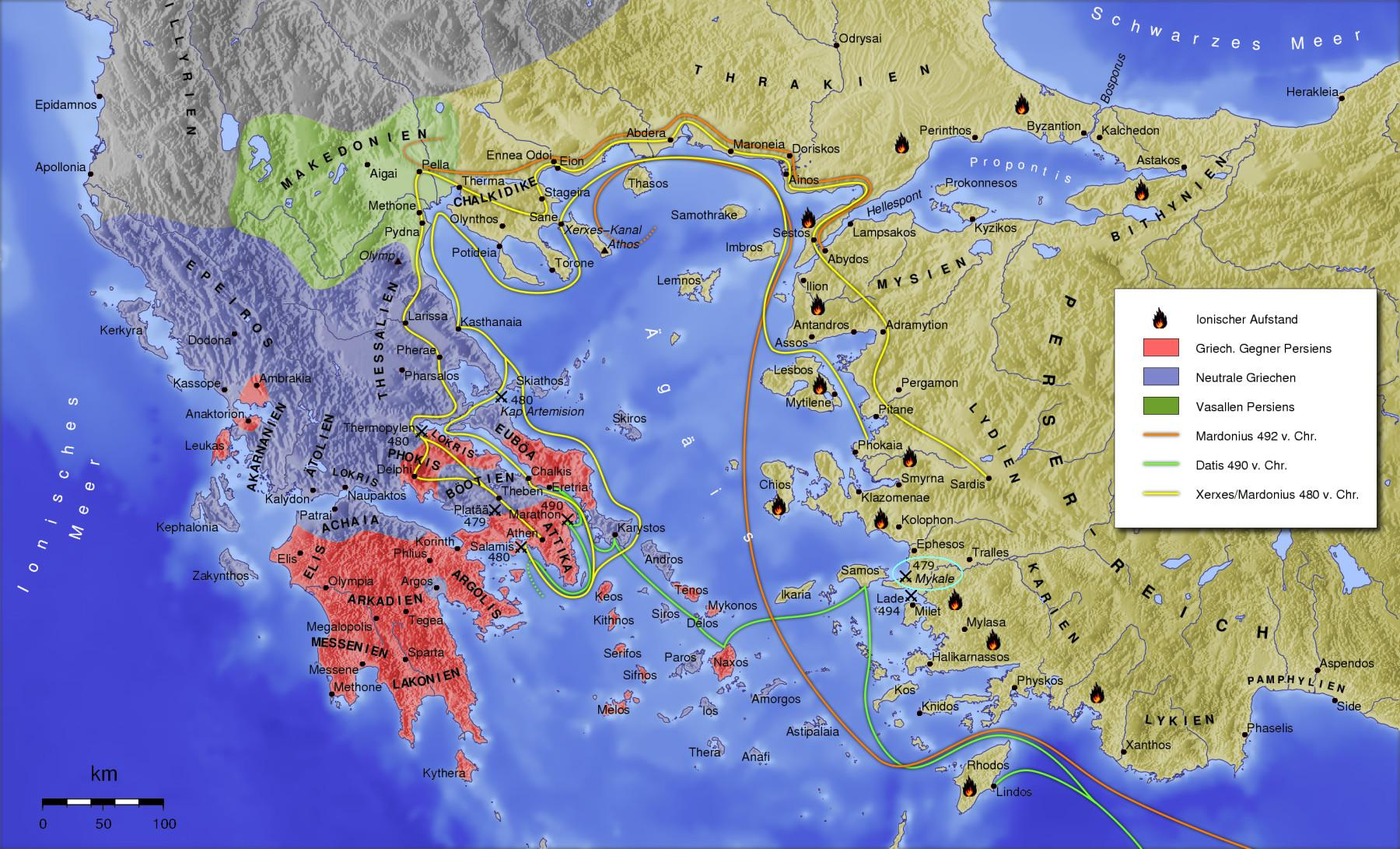
Guerres Mèdiques. Mapa mostrant les Guerres Mèdiques del, amb la Batalla de Mícale destacada.

En rebre la notícia de l'aproximació de l'exèrcit grec, els perses de Samos decidiren fer-los front a terra. Navegaren fins a la península propera de Mícale just a l'est de la ciutat, i formaren una muralla amb diverses de les seves naus, arrossegant a la resta fins a la platja. Quan arribà la flota grega i trobà Samos buida, començaren una persecució pensant que els perses estaven fugint de la batalla. Els grecs aviat se'ls trobaren, ja format en línies de batalla a la costa. Leotíquides per mediació d'un herald, transmeté als jonis del campament persa el següent missatge:
| «                           | Jonis, poseu atenció a les meves paraules tots els qui pogueu arribar a escoltar-les (doncs els perses no entendran res del que vull dir-vos): quan ens enfrontem a ells en batalla, tot el món ha de tenir present, abans que res, la seva llibertat i la de tots els grecs i, en segon lloc, la nostra contrasenya: Hera. I qui no m'hagi sentit, que s'assabenti pels altres. | » |
| — Heròdot, Historia ix.98.3 | |   |

Entenent més o menys el que estava passant, els perses desarmaren als jonis i enviaren als seus enemics, els milesis, a protegir els camins de la rereguarda. Mentrestant, els grecs descarregaren la seva flota i formaren per al combat.

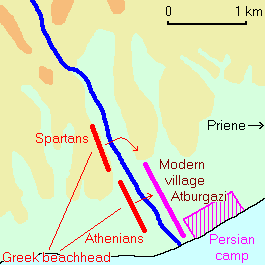
Esquema de la Batala de Mícale.

Els aliats sembla que formaren dues ales; a la dreta hi havia els atenencs, corintis, sicions i trezens, i a l'esquerra hi havia els espartans amb altres contingents.
Els atenencs, caminant per la platja, trobaren un ceptre d'un herald i pensaren que era un signe diví que significava que altres grecs havien sortit victoriosos a terra. Aleshores carregaren cap al front atacant ells sols i, després d'una curta batalla amb els perses, dirigits per Artintes, els obligaren a retirar-se a la fortalesa que havien construït terra endins. Els atenencs els perseguiren i capturaren també la fortalesa.
Els supervivents perses fugiren, però es trobaren que la rereguarda milèsia también s'havia girat contra ells, per la qual cosa molt pocs aconseguiren arribar a Sardes.
Quan els espartans arribaren, el campament persa havia estat saquejat i les seves naus a la costa destruïdes. En tornar a Samos discutiren els seus següents moviments. Els espartans proposaren l'evacuació de les ciutats jòniques i tornar la població a Grècia, perquè no consideraven que valgués la pena defensar als jonis cada vegada que fossin atacats per Pèrsia. Els atenencs, però, objectaren la pèrdua de les seves colònies, i acceptaren als grecs jònics en una lliga contra Pèrsia.

## Esdeveniments posteriors
Aquell mateix dia va tenir lloc també la batalla de Platea, al centre del territori grec, resultant també en victòria grega. Amb això, els perses es van veure obligats a retirar-se tant de Grècia com de Jònia i tornar terra en dins finalitzant amb el domini a la regió, posant fi a la guerra.
Amb els perses derrotats, els espartans es retiraren als seus dominis, però les ciutats jòniques estaven ara aliades amb Atenes, ciutat que començà a exercir una independència cada cop major d'Esparta, que eventualment acabà en l'esclat de la Guerra del Peloponès.